# گروه بی جام جهانی فوتبال ۲۰۱۰
بازی‌ها در گروه دوم جام جهانی فوتبال ۲۰۱۰ که از ۱۱ ژوئن تا ۲۲ ژوئن برگزار شد. در این گروه تیم‌های آرژانتین، کرهٔ جنوبی، یونان و نیجریه حضور داشتند و در پایان مسابقات، تیم آرژانتین به عنوان نخست و تیم کرهٔ جنوبی پس از آن به مرحله حذفی جام راه پیدا کردند و دو تیم یونان و نیجریه با کسب مقامهای سوم و چهارم از ادامه مسابقات جام جهانی باز ماندند.
| تیم       | بازی | برد | مساوی | باخت | گل.ز | گل.خ | ت.گل | امتیاز |
| --------- | ---- | --- | ----- | ---- | ---- | ---- | ---- | ------ |
| آرژانتین  | ۳    | ۳   | ۰     | ۰    | ۷    | ۱    | ۶+   | ۹      |
| کره جنوبی | ۳    | ۱   | ۱     | ۱    | ۵    | ۶    | ۱−   | ۴      |
| یونان     | ۳    | ۱   | ۰     | ۲    | ۲    | ۵    | ۳−   | ۳      |
| نیجریه    | ۳    | ۰   | ۱     | ۲    | ۳    | ۵    | ۲−   | ۱      |

| آرژانتین | ۰-۱ | نیجریه |
| -------- | --- | ------ |
|          |     |        |

| کرهٔ جنوبی | ۰-۲ | یونان |
| --------- | --- | ----- |
|           |     |       |

| یونان | ۱-۲ | نیجریه |
| ----- | --- | ------ |
|       |     |        |

| آرژانتین | ۱-۴ | کرهٔ جنوبی |
| -------- | --- | --------- |
|          |     |           |

| نیجریه | ۲-۲ | کرهٔ جنوبی |
| ------ | --- | --------- |
|        |     |           |

| یونان | ۲-۰ | آرژانتین |
| ----- | --- | -------- |
|       |     |          |